# 2010-es UCI ProTour
A 2010-es UCI ProTour a Nemzetközi Kerékpársport Szövetség (UCI - International Cycling Union) versenysorozatának hatodik kiírása 2005 óta.
A versenysorozat a Tour Down Under-rel kezdődött meg január 19-én és szeptember 12-én ért véget a Grand Prix Cycliste de Montréallal. Ezalatt 8 szakaszverseny és 8 egynapos verseny kerül megrendezésre. 2009-hez képest két új verseny került a programok közé: a Grand Prix Cycliste de Québec és a Grand Prix Cycliste de Montréal. A két kanadai versenyt ugyanis ekkor vették fel a sorozatba.
2009-hez hasonlóan minden verseny beleszámított a 2010-es UCI-világranglistába.
Két új csapat került be a ProTour-ba: a Team RadioShack és a Team Sky, a Bbox Bouygues Telecom-ot és Cofidis-t váltva. A Lampre–Farnese Vini csapat nem regisztrált az év elején, így az első versenyt kihagyták. Később március 31-ig kaptak ideiglenes licencet, majd utána teljes jogokat is megkapták.

## Csapatok
- BEL

Omega Pharma–Lotto
Quick Step
- DNK

Saxo Bank
- FRA

Française des Jeux
AG2R La Mondiale
- GER

Team Milram
- GBR

Team Sky
- ITA

Liquigas–Doimo
Lampre–Farnese Vini
- KAZ

Astana
- NLD

Rabobank
- RUS

Katyusa
- ESP

Caisse d'Epargne
Euskaltel–Euskadi
Footon–Servetto
- USA

Team HTC–Columbia
Team RadioShack
Garmin–Transitions

## Versenyek
| Időpont              | Verseny                                | Győztes           |
| -------------------- | -------------------------------------- | ----------------- |
| január 19–24.        | Tour Down Under (2010)                 | André Greipel     |
| március 22–28.       | Katalán körverseny (2010)              | Joaquim Rodríguez |
| március 28.          | Gent–Wevelgem (2010)                   | Bernhard Eisel    |
| április 4.           | Flandriai körverseny (2010)            | Fabian Cancellara |
| április 5–10.        | Baszk körverseny (2010)                | Chris Horner      |
| április 18.          | Amstel Gold Race (2010)                | Philippe Gilbert  |
| április 27.–május 2. | Tour de Romandie (2010)                | Simon Spilak      |
| június 6–13.         | Critérium du Dauphiné Liberé (2010)    | Janez Brajkovič   |
| június 12–20.        | Tour de Suisse (2010)                  | Fränk Schleck     |
| július 31.           | Clásica San Sebastián (2010)           | Luis León Sánchez |
| augusztus 1–7.       | Lengyel körverseny (2010)              | Daniel Martin     |
| augusztus 15.        | Vattenfall Cyclassics (2010)           | Tyler Farrar      |
| augusztus 22.        | GP Ouest France–Plouay (2010)          | Matthew Goss      |
| augusztus 17–24.     | Eneco Tour (2010)                      | Tony Martin       |
| szeptember 10.       | Grand Prix Cycliste de Québec (2010)   | Thomas Voeckler   |
| szeptember 12.       | Grand Prix Cycliste de Montréal (2010) | Robert Gesink     |